# Rhinogobius zhoui
Rhinogobius zhoui és una espècie de peix de la família dels gòbids i de l'ordre dels perciformes.